# Merseyside Police
Merseyside Police – brytyjska formacja policyjna, pełniąca funkcję policji terytorialnej na obszarze całego hrabstwa metropolitalnego Merseyside. Według stanu na 31 marca 2012, liczy 4083 funkcjonariuszy.

## Galeria

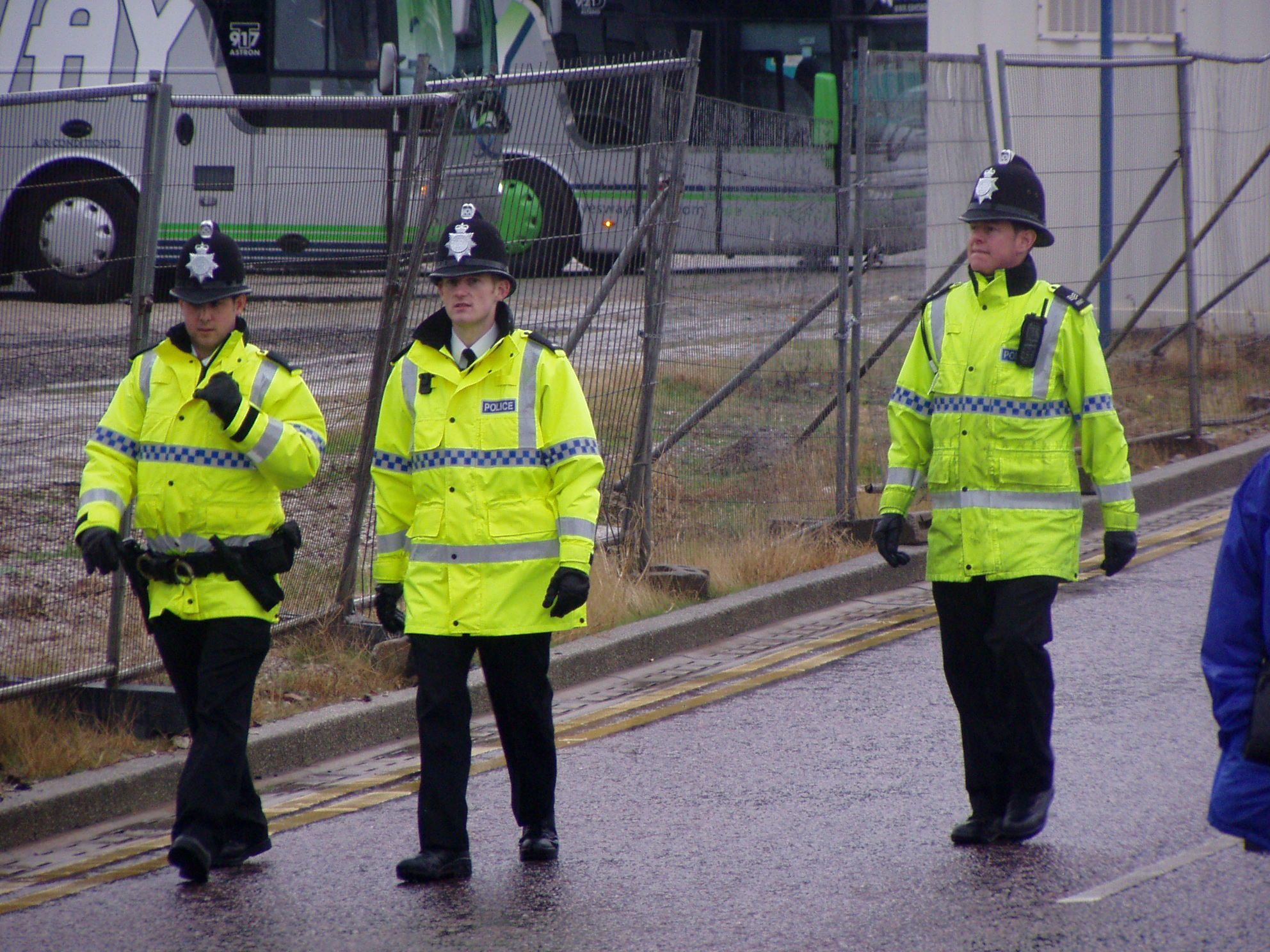
Funkcjonariusze zabezpieczający imprezę masową
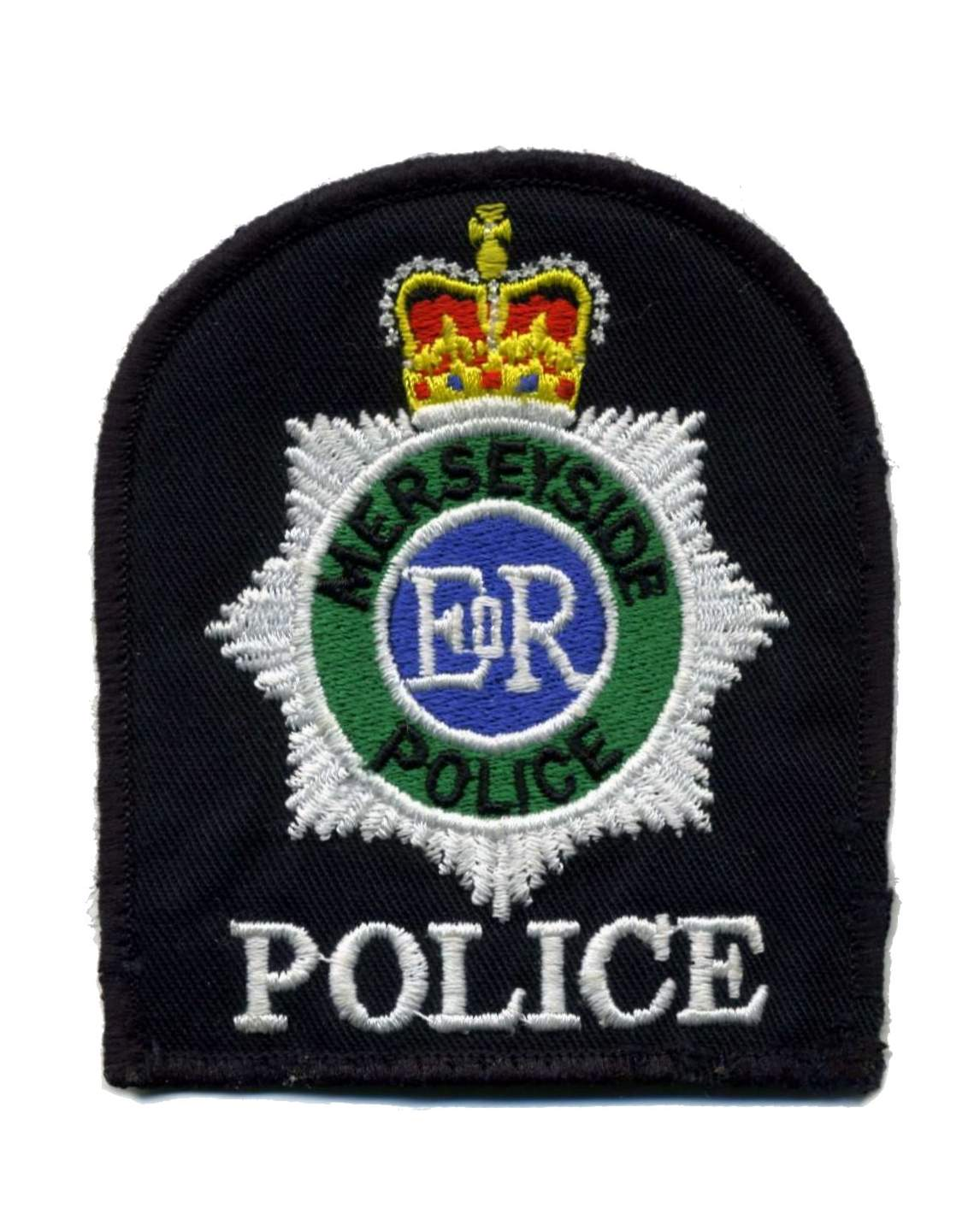
Naszywka mundurowa
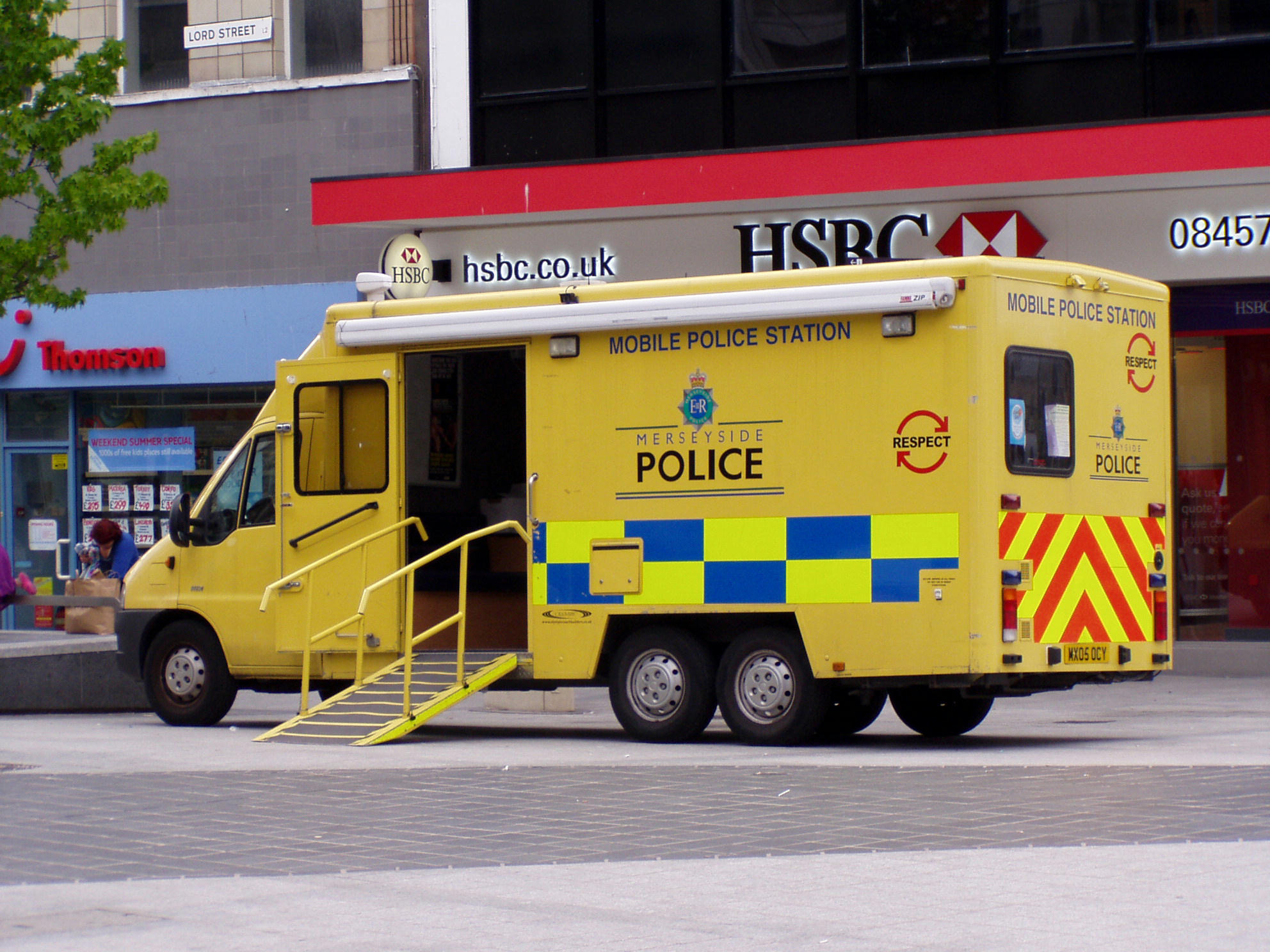
Mobilny posterunek na podwoziu Peugeot Boxer
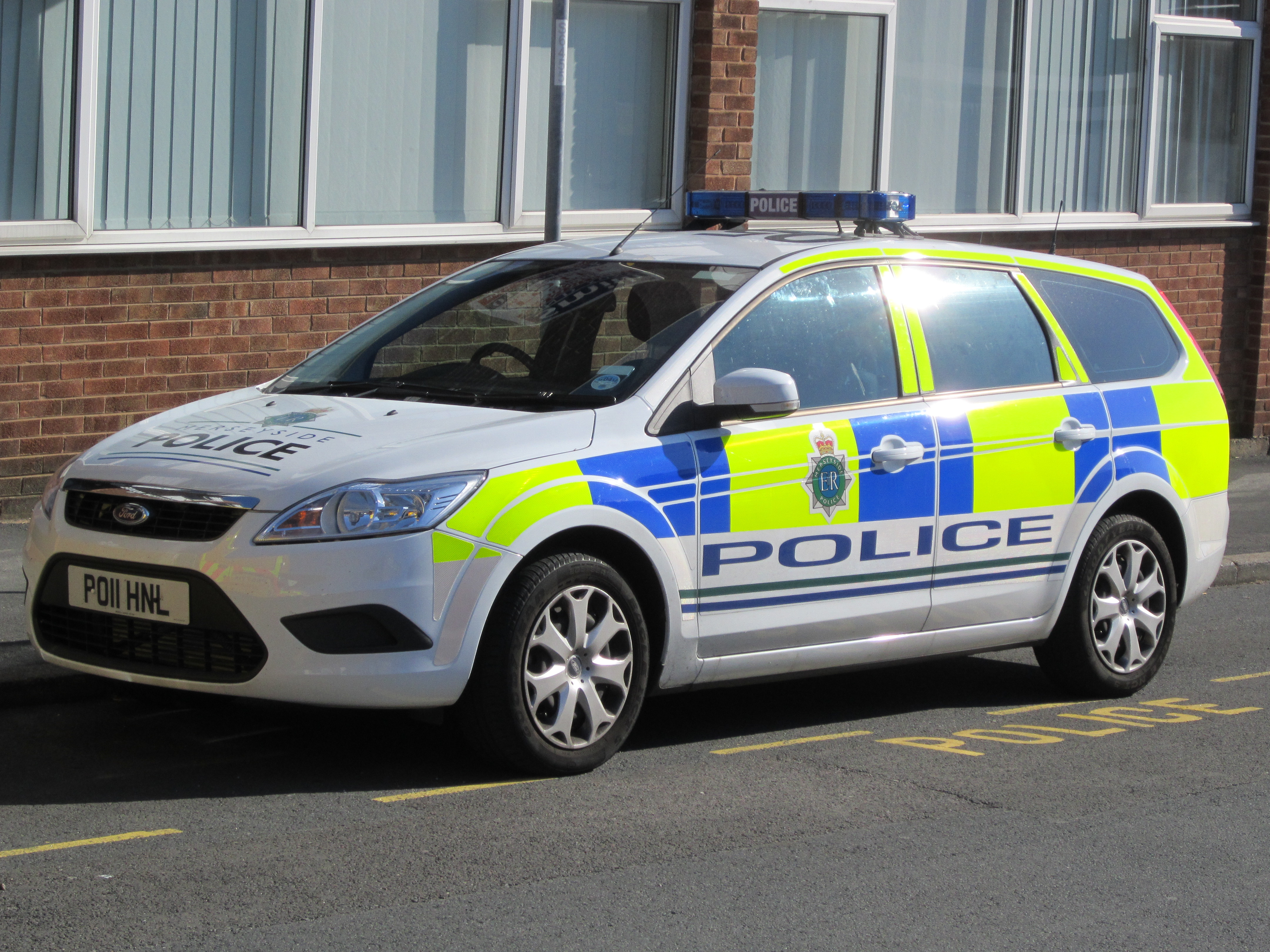
Ford Focus jako radiowóz Merseyside Police